# Rogowa (Tatry)
Rogowa (słow. Rogová) – reglowy grzbiet górski w słowackich Tatrach Bielskich, stanowiący zakończenie północno-zachodniej grani odchodzącej od Murania – krańcowego odcinka grani głównej Tatr Bielskich. Porośnięty lasami, stromo opada ku Jaworzynie Tatrzańskiej. Najwyższe wyniesienie stanowi Czerwona Skałka Murańska (1268 m n.p.m.), która obok niewielkich ścianek stanowi jedyny element skalny wzgórza. Na wschód od wierzchołka znajduje się zalesiona przełęcz Siodło za Rogową (ok. 1245 m), oddzielająca Rogową od Małego Murania.
Rogowa stanowi zachodnie zakończenie Tatr Bielskich, oddziela dolną partię Doliny Jaworowej, do której opada stromym zalesionym zboczem, od Doliny Międzyściennej. Dawniej na stromym i trawiastym północnym zboczu odbywały się zawody narciarskie, obecnie cały ten rejon jest zamkniętym dla turystów obszarem ochrony ścisłej.
Porastające Rogową lasy to w dużym stopniu pierwotne lasy bukowo-jodłowe z domieszką jaworów. W górnej części grzbietu duża część lasów została powalona przez wichury. Teren wiatrołomów został na nowo zalesiony. Oprócz Czerwonej Murańskiej Skałki wśród drzew zdarza się zobaczyć mniejsze skałki. 

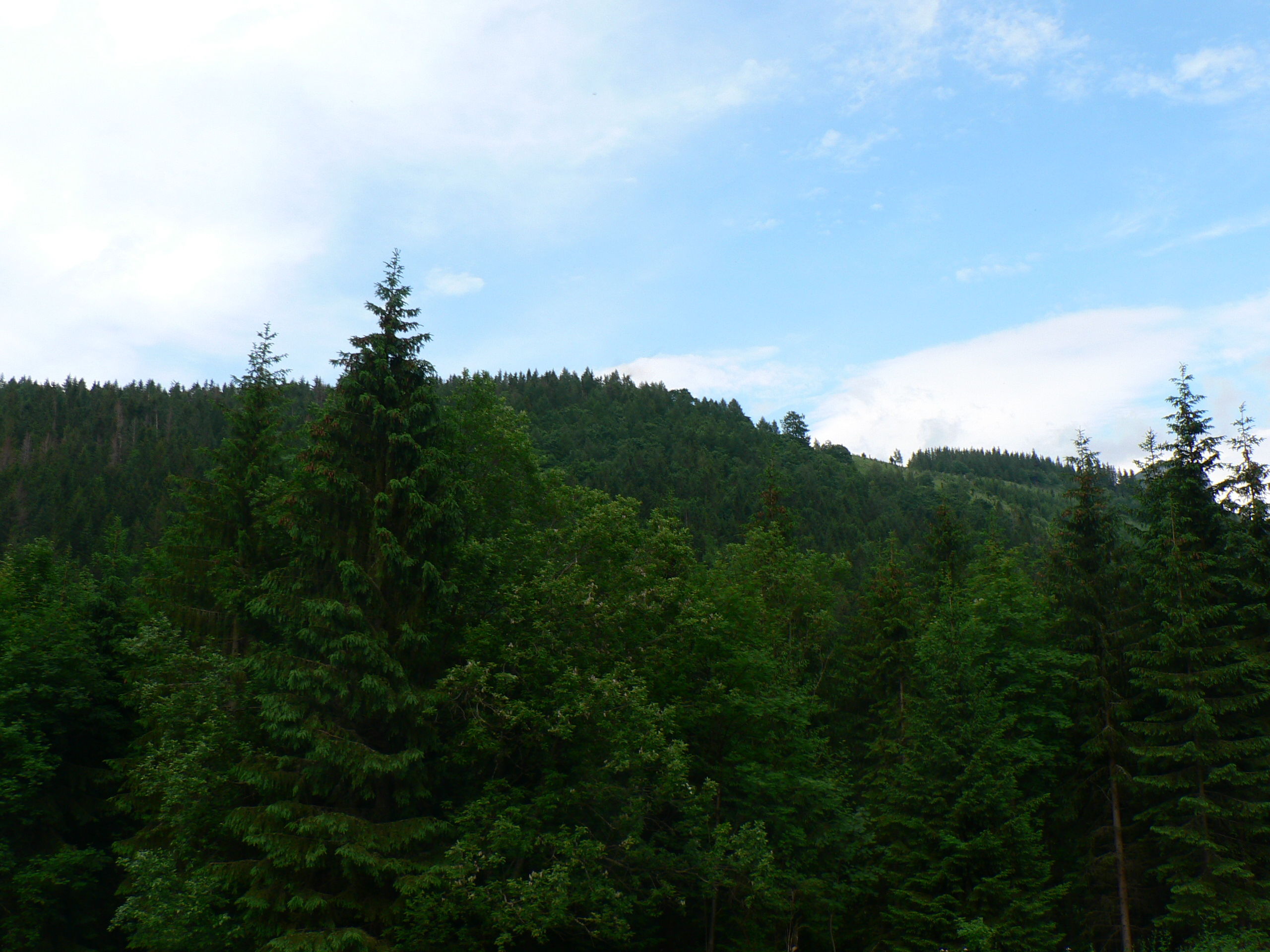
Grzbiet Rogowej widoczny z Jaworzyny Tatrzańskiej